# Prešerenplatz
Der Prešerenplatz (slowenisch Prešernov trg) ist der Hauptplatz von Ljubljana, der Hauptstadt Sloweniens.
Der Name des Platzes hieß ursprünglich Marienplatz nach der barocken Franziskanerkirche Mariä Verkündigung (Frančiškanska cerkev Marijinega oznanenja oder einfach Frančiškanska cerkev)  an der Nordseites des Platzes. 
In der Mitte des Platzes steht das Prešeren-Denkmal aus dem Jahr 1905 zu Ehren des slowenischen Nationaldichters France Prešeren, gestaltet von Ivan Zajec.

## Geschichte
Der Platz entwickelte sich aus einer mittelalterlichen Kreuzung vor dem Eingang in die ummauerte Stadt. Im 17. Jahrhundert wurde hier die Franziskanerkirche Mariä Verkündigung gebaut. Die Umgestaltung der Kreuzung und ihre Pflasterung erfolgten aber erst Mitte des 19. Jahrhunderts, nachdem die Stadtmauer abgerissen worden war.
Nach dem schweren Erdbeben von 1895 wurden neue bürgerliche Häuser rund um den Platz herum errichtet: Das Frisch- und das Seunig-Haus am Beginn der Straße Čopova ulica, das Gebäude der Zentralapotheke, das Kaufhaus Urbanc (1903), Das Hauptmann-Haus und dreißig Jahre später den Mayer-Palast, auf der anderen Seite des Flusses Ljubljanica wurden zur gleichen Zeit das Filip-Haus und das Kresija-Gebäude nach Plänen des Grazer Architekten Leopold Theyer gebaut.

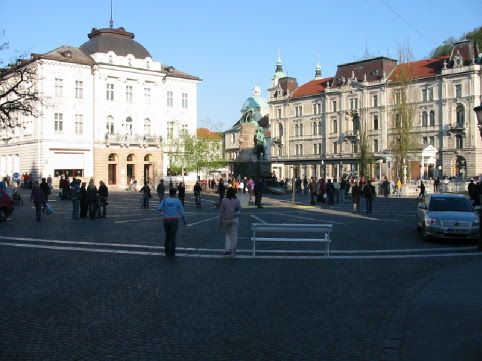
Prešerenplatz Richtung Osten

Im ersten Jahrzehnt des 20. Jahrhunderts wurde das Hauptmann-Haus im Sezessionsstil renoviert und das Urbanc-Haus – das erste Kaufhaus in Ljubljana und eines der schönsten Sezessionsgebäude der Stadt – erbaut. In der Zwischenkriegszeit wurde der Platz an seiner Südseite durch die Vorderfront des Kaufhauses Mayer abgerundet. 
Eine der Hauptstraßen in Ljubljana, die Čopova ulica, führt in Richtung Nordwesten zum Warenhaus NAMA. Südlich des Platzes fließt der Fluss Ljubljanica vorbei und wird von der berühmtesten Brücke der Stadt, Tromostovje (Drei Brücken) überquert, entworfen 1929 von Jože Plečnik. Im Osten befindet sich das Gebäude der zentralen Apotheke, während im Westen die Wolfstraße (Wolfova ulica) zum Kongressplatz (Kongresni trg) mit dem Hauptgebäude der Universität Ljubljana führt.